# Aclou
Aclou est une commune française située dans le département de l'Eure en région Normandie.

## Géographie

### Localisation
Aclou est une commune du nord-ouest du département de l'Eure. Elle appartient à la région naturelle du Lieuvin et borde la vallée de la Risle qui marque la limite avec le plateau du Neubourg. Elle se situe au sud de la ligne de crête entre Saint-Georges-du-Vièvre et Lieurey et présente donc, à ce titre, un paysage relativement ouvert et consacré aux cultures céréalières (par opposition au Nord du Lieuvin, bocager et tourné davantage vers l'élevage). Toutefois, des prairies et de nombreux éléments végétaux subsistent près des habitations ainsi qu'à l'est, sur les hauteurs boisées de la vallée de la Risle. Il est à noter que le Moulin d'Aclou, un lieu-dit de la commune, est situé dans le fond de la vallée, sur les bords de la Risle.
Aclou est à 3 km à l'ouest de Brionne, à 11,6 km au nord-est de Bernay, à 36,5 km au nord-ouest d'Évreux et à 40,8 km au sud-ouest de Rouen.
| Franqueville         | Brionne                                                             |                                                        |
| Franqueville Boisney | Aclou                                                               | Brionne                                                |
|                      | Nassandres-sur-Risle (comm. dél. de Carsix et de Fontaine-la-Soret) | Nassandres-sur-Risle (comm. dél. de Fontaine-la-Soret) |

### Hydrographie
La commune est située dans le bassin Seine-Normandie. Elle est traversée par la Risle qui fait son entrée à Aclou par la pointe sud-est de son territoire, près du lieu-dit le Moulin d'Aclou, sous le viaduc de l'autoroute A28. Elle est alors divisée en deux bras dont l'un marque la frontière avec Fontaine-la-Soret et l'autre avec Brionne. Ces deux bras finissent par se rejoindre au bout de quelques centaines de mètres et ne forment plus qu'un cours d'eau, lequel s'écoule vers le nord jusqu'à Brionne. D'une longueur de 145 km, ce cours d'eau prend sa source dans la commune de Planches et se jette  dans la Seine à Berville-sur-Mer, après avoir traversé 52 communes.

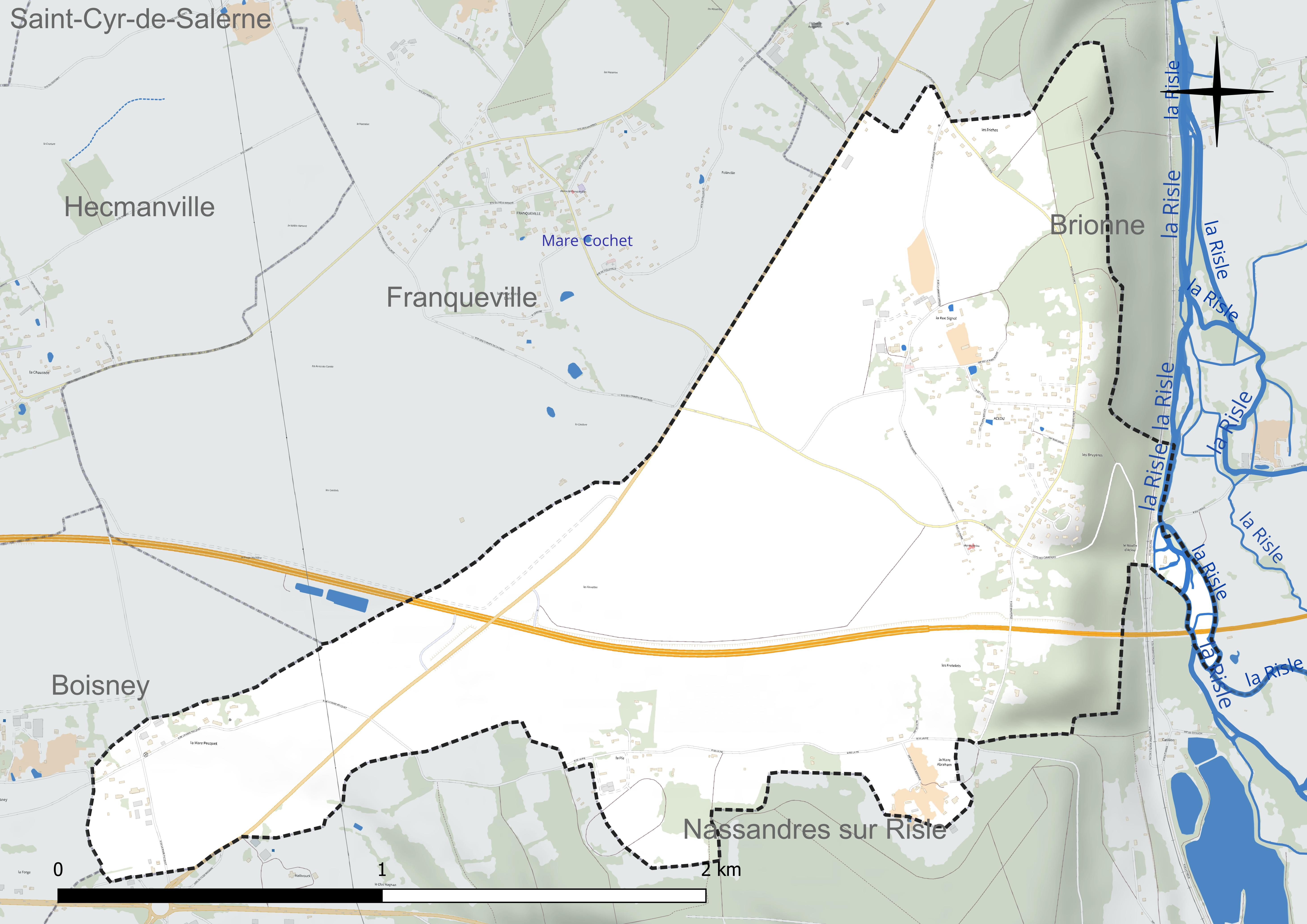
Réseau hydrographique d'Aclou.

### Climat
Pour des articles plus généraux, voir Climat de la Normandie et Climat de l'Eure.
En 2010, le climat de la commune est de type climat océanique dégradé des plaines du Centre et du Nord, selon une étude du CNRS s'appuyant sur une série de données couvrant la période 1971-2000. En 2020, Météo-France publie une typologie des climats de la France métropolitaine dans laquelle la commune est exposée à un climat océanique et est dans la région climatique Côtes de la Manche orientale, caractérisée par un faible ensoleillement (1 550 h/an) ; forte humidité de l’air (plus de 20 h/jour avec humidité relative > 80 % en hiver), vents forts fréquents. Parallèlement le GIEC normand, un groupe régional d’experts sur le climat, différencie quant à lui, dans une étude de 2020, trois grands types de climats pour la région Normandie, nuancés à une échelle plus fine par les facteurs géographiques locaux. La commune est, selon ce zonage, exposée à un « climat contrasté des collines », correspondant au Pays d’Auge, Lieuvin et Roumois, moins directement soumis aux flux océaniques et connaissant toutefois des précipitations assez marquées en raison des reliefs collinaires qui favorisent leur formation.
Pour la période 1971-2000, la température annuelle moyenne est de 10,3 °C, avec  une amplitude thermique annuelle de 13,4 °C. Le cumul annuel moyen de précipitations est de 758 mm, avec 12,4 jours de précipitations en janvier et 8,7 jours en juillet. Pour la période 1991-2020, la température moyenne annuelle observée sur la station météorologique la plus proche, située sur la commune de Brionne à 3 km à vol d'oiseau, est de 11,5 °C et le cumul annuel moyen de précipitations est de 791,7 mm,. Pour l'avenir, les paramètres climatiques de la commune estimés pour 2050 selon différents scénarios d’émission de gaz à effet de serre sont consultables sur un site dédié publié par Météo-France en novembre 2022.

## Urbanisme

### Typologie
Au 1er janvier 2024, Aclou est catégorisée commune rurale à habitat dispersé, selon la nouvelle grille communale de densité à 7 niveaux définie par l'Insee en 2022.
Elle est située hors unité urbaine. Par ailleurs la commune fait partie de l'aire d'attraction de Bernay, dont elle est une commune de la couronne,. Cette aire, qui regroupe 36 communes, est catégorisée dans les aires de moins de 50 000 habitants,.

### Occupation des sols
L'occupation des sols de la commune, telle qu'elle ressort de la base de données européenne d’occupation biophysique des sols Corine Land Cover (CLC), est marquée par l'importance des territoires agricoles (87,2 % en 2018), une proportion identique à celle de 1990 (87,2 %). La répartition détaillée en 2018 est la suivante : 
terres arables (57,2 %), prairies (27,6 %), forêts (12,8 %), zones agricoles hétérogènes (2,5 %). L'évolution de l’occupation des sols de la commune et de ses infrastructures peut être observée sur les différentes représentations cartographiques du territoire : la carte de Cassini (XVIIIe siècle), la carte d'état-major (1820-1866) et les cartes ou photos aériennes de l'IGN pour la période actuelle (1950 à aujourd'hui).

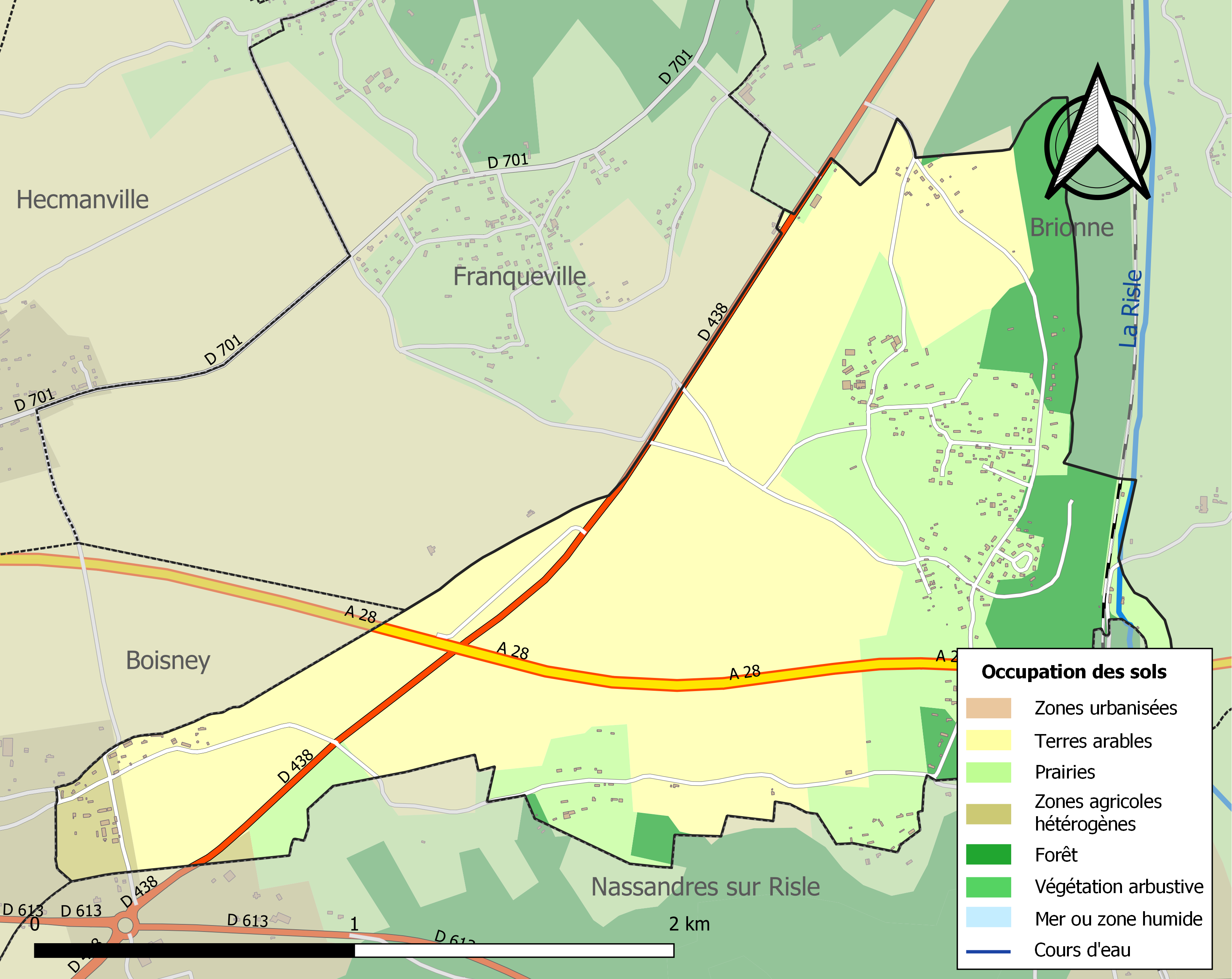
Carte des infrastructures et de l'occupation des sols de la commune en 2018 (CLC).

## Toponymie
Le nom de la localité est attesté en 1180 - 1182 sous la forme Arclou,, puis encore en 1228, Aclotum au XVIe siècle.
Aclou semble construit avec le suffixe gallo-roman -avum (-AVU, d'origine gauloise), qui eut de nombreuses applications dans le Sud de la Normandie et dans le Nord du Maine, ou il aboutit régulièrement à -ou.
Le premier élément est obscur. L'évolution d’Arclou en Aclou montre un amuïssement du r devant une autre consonne, phénomène phonétique fréquent dans le Nord-Ouest de la France.

## Histoire
La seigneurie et le moulin appartiennent au XIe siècle au prieuré Saint-Lô de Rouen. La possession est confirmée par Henri II d'Angleterre entre 1171 et 1182. La commune est déjà connue au XIIe siècle, on a découvert sur son territoire des armes et des monnaies du XVIe siècle.

## Politique et administration

### Liste des maires
| Période | Période  | Identité        | Étiquette | Qualité                            |
| ------- | -------- | --------------- | --------- | ---------------------------------- |
| 2001    | 2020     | Claude Deshayes | DVD       | Agriculteur, réélu en 2008 et 2014 |
| 2020    | En cours | Nicolas Seys    |           |                                    |

## Démographie
L'évolution du nombre d'habitants est connue à travers les recensements de la population effectués dans la commune depuis 1793. Pour les communes de moins de 10 000 habitants, une enquête de recensement portant sur toute la population est réalisée tous les cinq ans, les populations de référence des années intermédiaires étant quant à elles estimées par interpolation ou extrapolation. Pour la commune, le premier recensement exhaustif entrant dans le cadre du nouveau dispositif a été réalisé en 2004.

En 2022, la commune comptait 345 habitants, en évolution de +7,14 % par rapport à 2016 (Eure : −0,25 %, France hors Mayotte : +2,11 %).
| 1793 | 1800 | 1806 | 1821 | 1831 | 1836 | 1841 | 1846 | 1851 |
| ---- | ---- | ---- | ---- | ---- | ---- | ---- | ---- | ---- |
| 373  | 398  | 381  | 426  | 404  | 424  | 428  | 400  | 352  |

| 1856 | 1861 | 1866 | 1872 | 1876 | 1881 | 1886 | 1891 | 1896 |
| ---- | ---- | ---- | ---- | ---- | ---- | ---- | ---- | ---- |
| 375  | 360  | 343  | 380  | 322  | 298  | 275  | 248  | 246  |

| 1901 | 1906 | 1911 | 1921 | 1926 | 1931 | 1936 | 1946 | 1954 |
| ---- | ---- | ---- | ---- | ---- | ---- | ---- | ---- | ---- |
| 240  | 237  | 228  | 203  | 190  | 188  | 155  | 177  | 167  |

| 1962 | 1968 | 1975 | 1982 | 1990 | 1999 | 2004 | 2006 | 2009 |
| ---- | ---- | ---- | ---- | ---- | ---- | ---- | ---- | ---- |
| 172  | 189  | 199  | 250  | 243  | 222  | 234  | 234  | 266  |

| 2014 | 2019 | 2022 | - | - | - | - | - | - |
| ---- | ---- | ---- | - | - | - | - | - | - |
| 300  | 327  | 345  | - | - | - | - | - | - |

## Culture locale et patrimoine

### Lieux et monuments
La commune d'Aclou compte un édifice classé au titre des monuments historiques :
- Manoir de la Haule (XIVe siècle)  Classé MH (2020)[29]. Il comprend un logis du XIVe siècle et une grange dîmière du XVe siècle. Le logis, fait en blocage de silex, pierres de taille et pans de bois correspond à un type de construction fréquent en Angleterre. En effet, le plan de l'édifice se rapproche d'un H et du plan appelé par les Britanniques Hall house[30]. La grange est de plan rectangulaire. Elle est à trois nefs et possède un porche d'entrée en avancée et à étage[29]. Son soubassement est en moellons de silex avec des chaînes en pierres de taille.

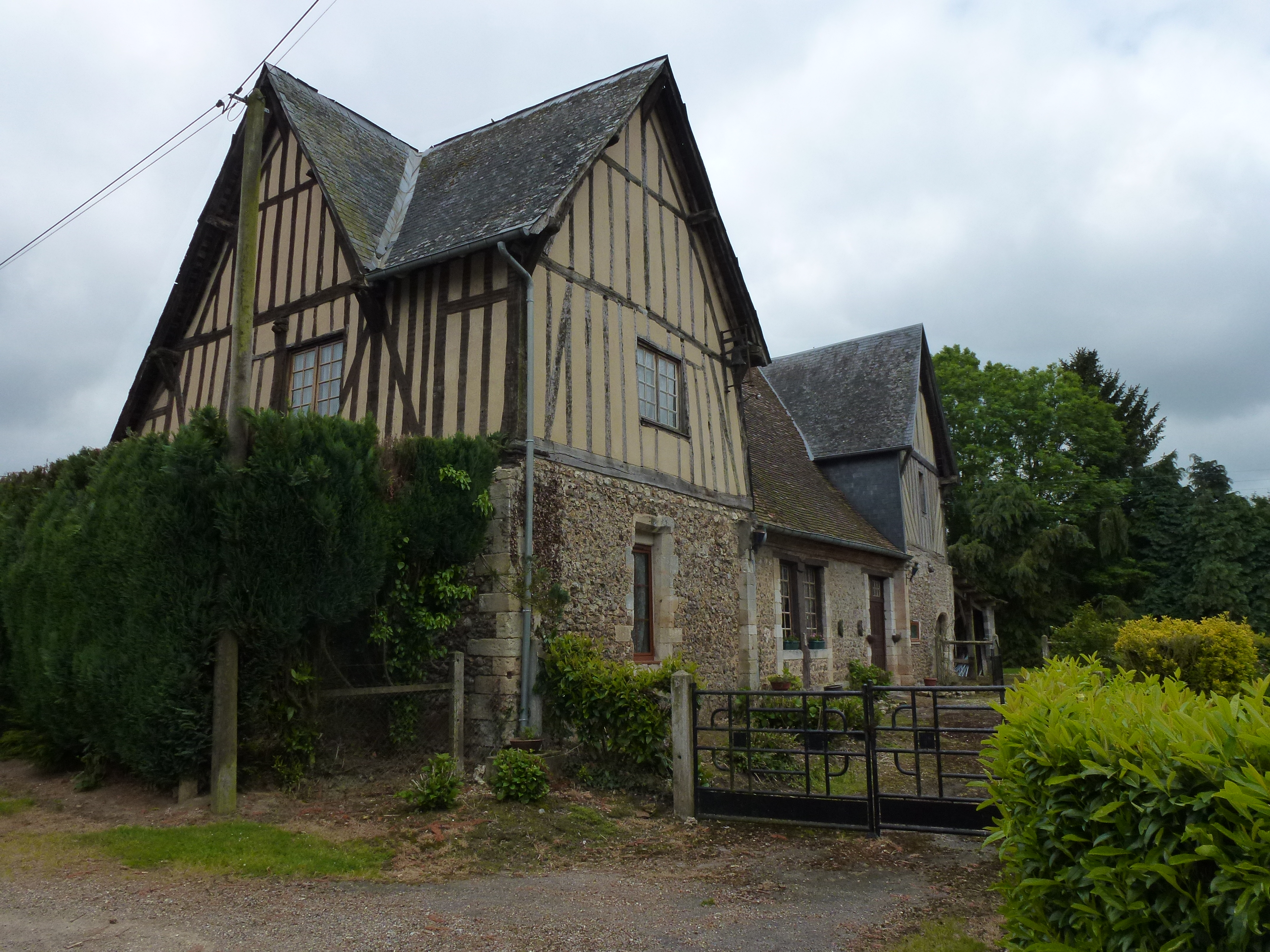
Le logis du XIVe siècle.
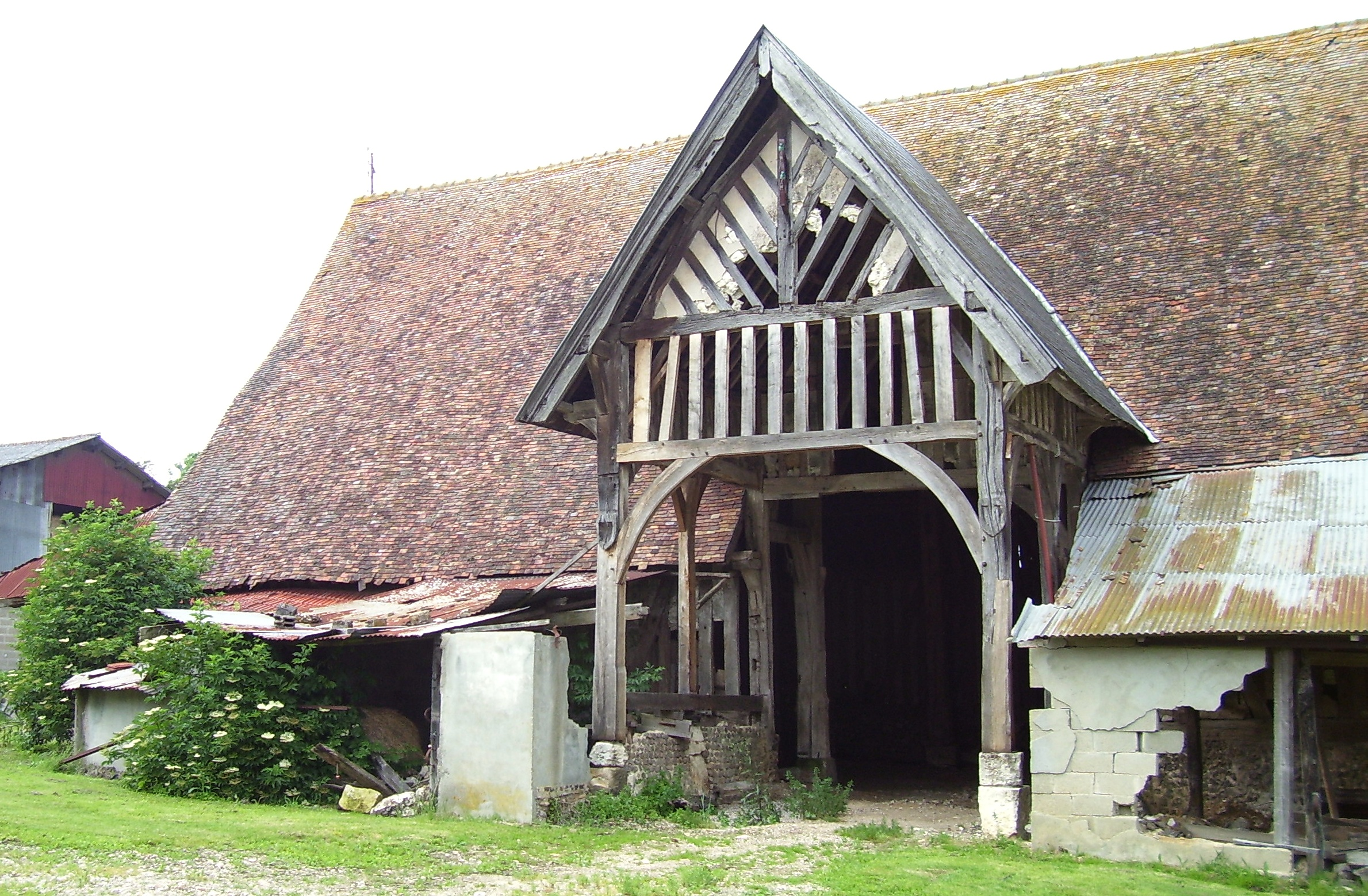
La grange dîmière du XVe siècle.
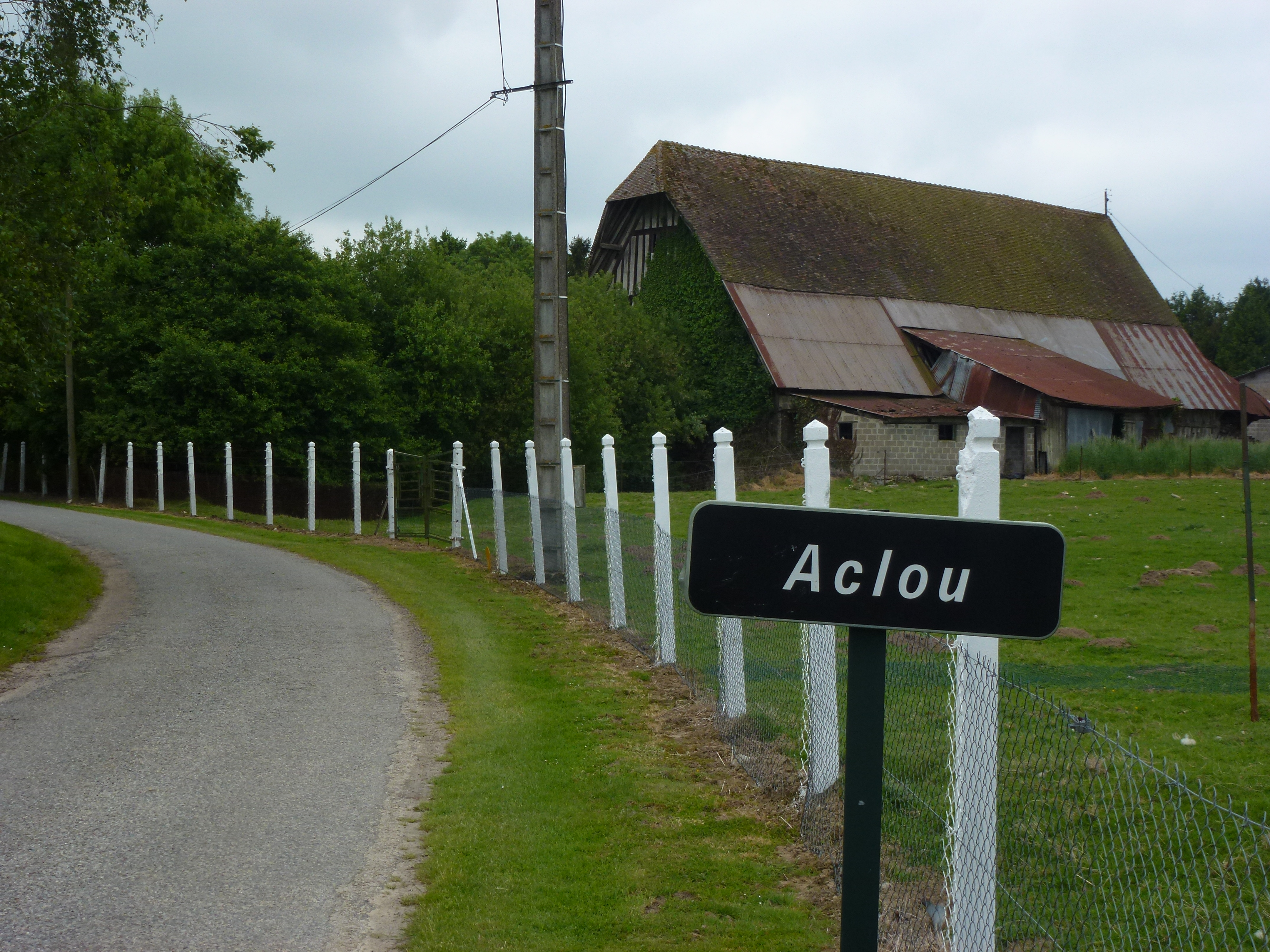
Une autre vue de la grange dîmière.

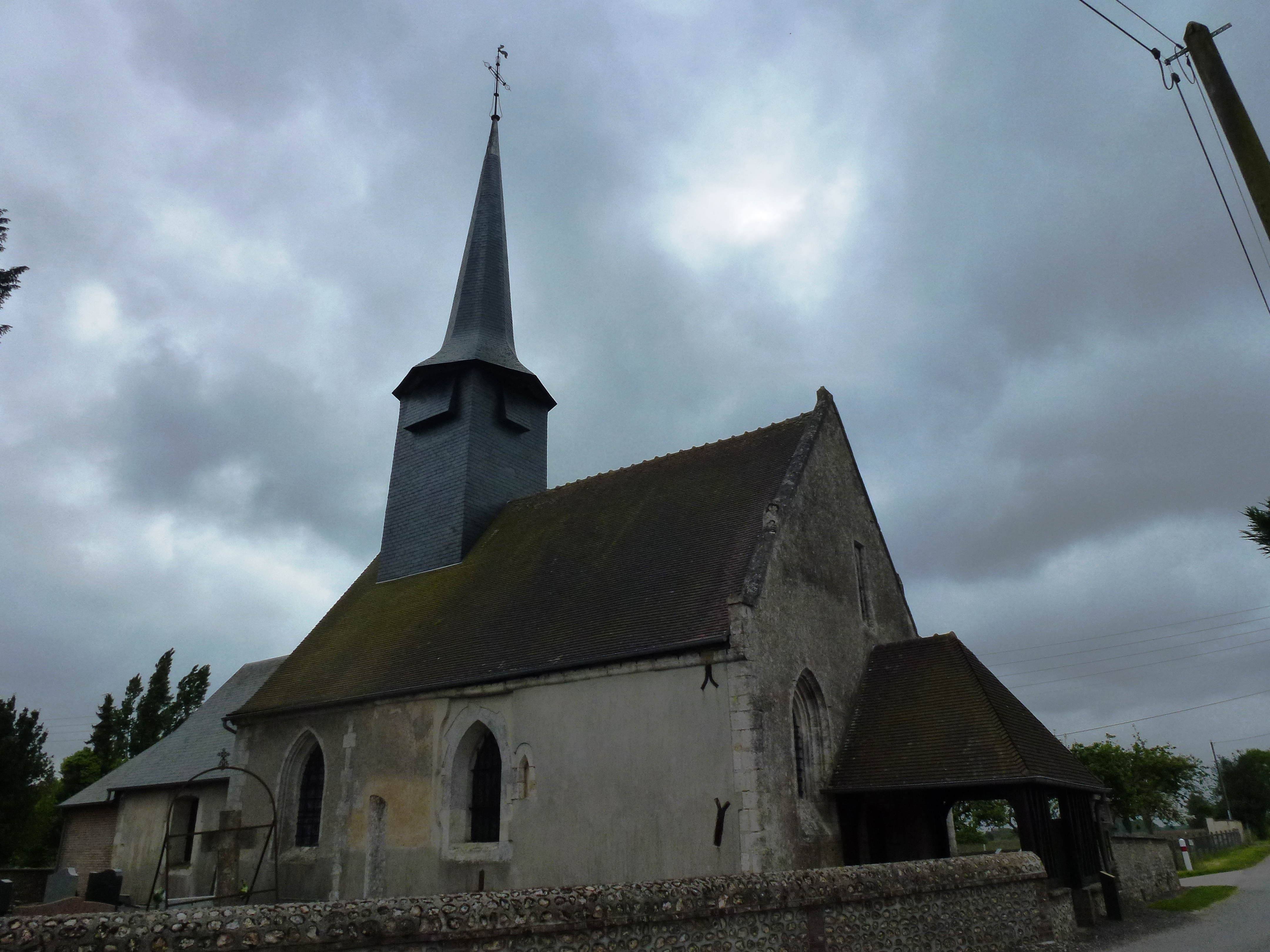
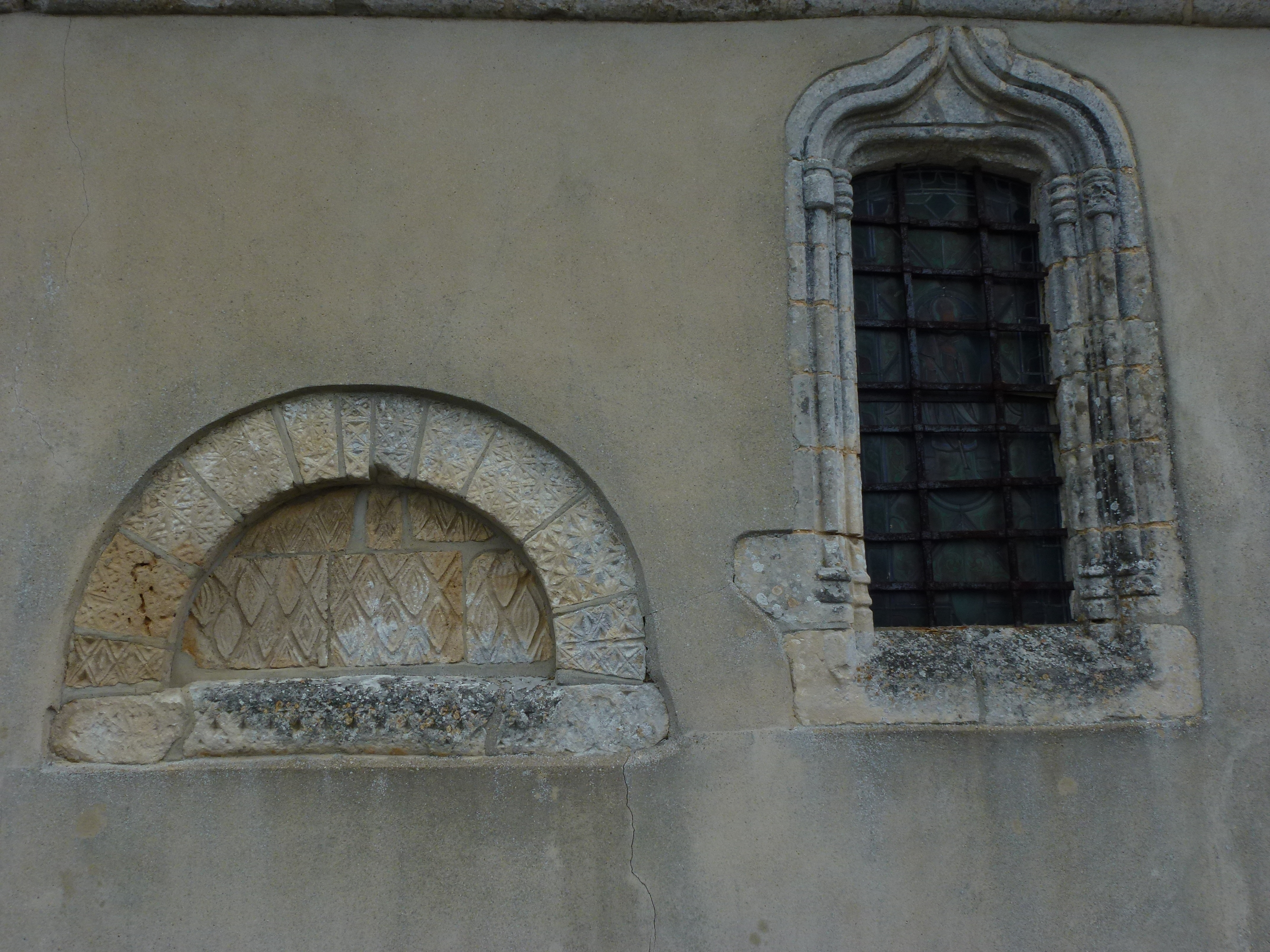
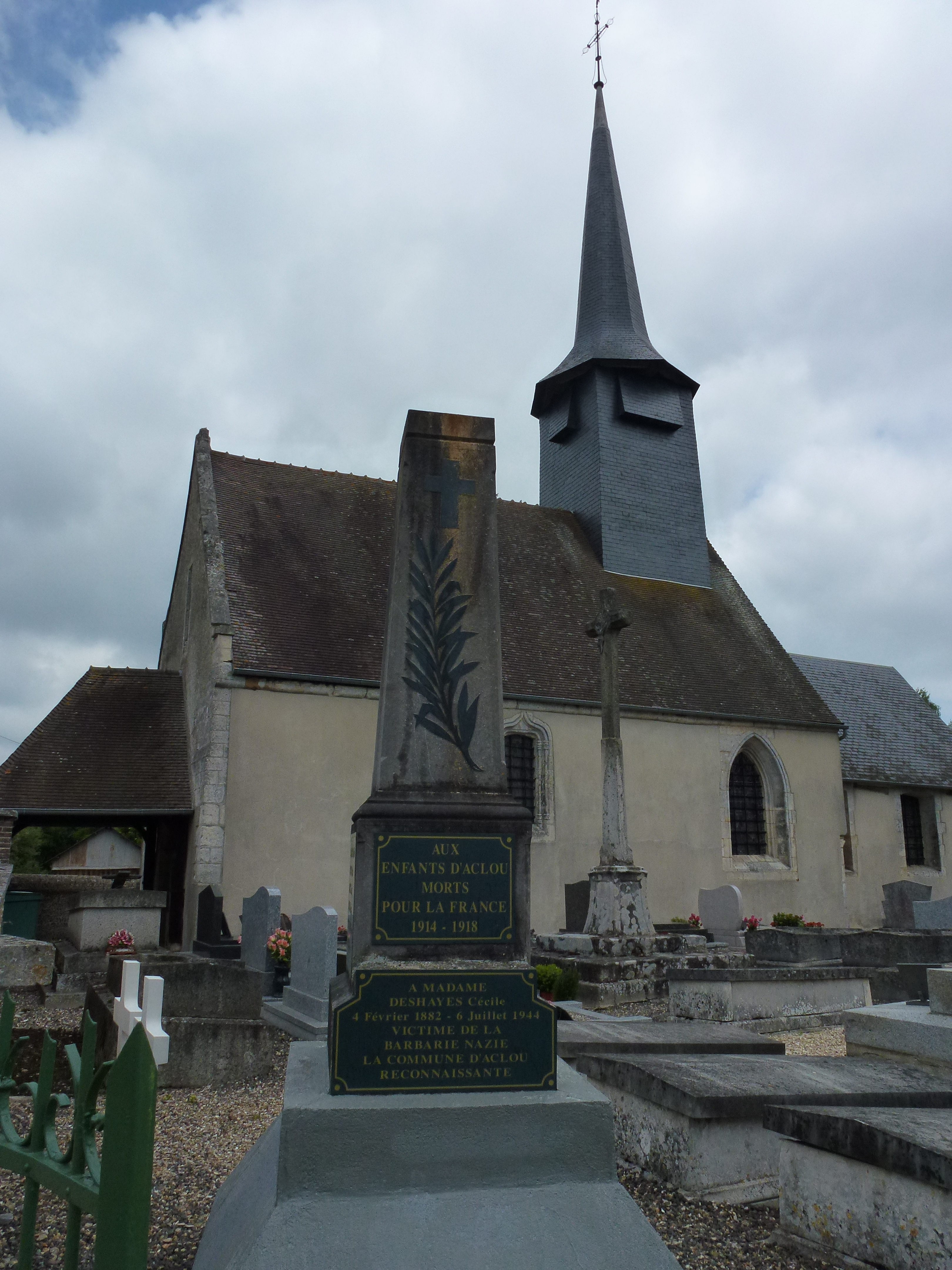

Autres monuments :
- l'église Saint-Rémi ;
- la Mare-Pecquet.

### Patrimoine naturel

#### Natura 2000
- Risle, Guiel, Charentonne[31].

#### ZNIEFF de type 1
- Les prairies du moulin d'Aclou[32].

#### ZNIEFF de type 2
- La vallée de la Risle de la Ferrière-sur-Risle à Brionne, la forêt de Beaumont, la basse vallée de la Charentonne[33].

### Personnalités liées à la commune
- Jean-Claude Bouillon (1941-2017), acteur français, héros de la série télévisée Les Brigades du tigre, y a possédé une résidence jusqu'en 2010.
- Marcel Delcourt (1927-2015), médecin dans les environs de Brionne, il fut le cofondateur et le premier président de l'association Médecins sans frontières[34].